# Поломське сільське поселення (Кезький район)
Поло́мське сільське поселення — муніципальне утворення в складі Кезького району Удмуртії, Росія. Адміністративний центр — село Полом.
Населення — 532 особи (2018; 598 у 2015; 710 в 2012, 765 в 2010, 1134 у 2002).
До 2006 року існувала Поломська сільська рада.

## Склад
До складу поселення входять такі населені пункти:
| Населений пункт           | Населення, осіб (2002) | Населення, осіб (2010) | Населення, осіб (2012) |
| ------------------------- | ---------------------- | ---------------------- | ---------------------- |
| Верхній Пінькай, присілок | 61                     | 39                     | 35                     |
| Малий Полом, присілок     | 100                    | 42                     | 38                     |
| Медьма, присілок          | 18                     | 7                      | 7                      |
| Нижній Пінькай, присілок  | 14                     | 3                      | 3                      |
| Полом, село               | 378                    | 309                    | 292                    |
| Поломське, село           | 563                    | 365                    | 335                    |

## Господарство
В поселенні діють 2 школи (Полом, Поломське), садочок (№ 16), 2 бібліотеки (Полом, Поломське), 3 клуби (Полом, Поломське), 2 ФАП (Полом, Поломське). Серед промислових підприємств працюють СПК імені Кірова, Поломське торфопідприємство, ТОВ «Полом», «Металпром» та «Фреза».